# Петропавловськ
Петропа́вловськ, також Петропавль (каз. Петропавл, рос. Петропавловск) — місто, центр Північноказахстанської області Казахстану. Адміністративний центр Петропавловської міської адміністрації.

## Географія
Петропавловськ розташований у південно-західній частині Західно-Сибірської низовини, на правому березі річки Ішим.

## Населення
Населення — 222 636 осіб (2021; 201 446 у 2009, 203 523 у 1999, 241 360 у 1989).

## Історія
1740 року царський уряд схвалив проєкт створення нової лінії військових зміцнень, на південь від колишньої Ішимської лінії, довжиною 558 км — від урочища Звірина Голова (на річці Тобол) до Омської фортеці (на річці Іртиш). 28 лютого Сенат, обговоривши зовнішньополітичне становище, що склалося на Західно-Сибірських кордонах у зв'язку із спустошливими набігами джунгарів на кочових казахів, визнав необхідним терміново почати будівництво Ново-Ішимської оборонної лінії, відомої пізніше під назвою «Гірка».
У червні 1752 року до урочища на річці Ішим рушила експедиція, що складалася з драгунів Луцького полку, піших солдатів Нотебурзького полку і батальйону Вологодського драгунського полку. Всього майже 2 тисячі людей. Біля невеликого бору, розташованого проти заплавного озера Бабашево, драгуни переправилися на правий берег Ішима. Два круті яри, що обмежували будівельний майданчик, виходили до Ішима і разом з урвистим берегом широкої (до 47 м) річки створювали природну перешкоду ворогові. Експедиції належало в короткий термін побудувати велике укріплення святого Петра і два малих — фортеці Полуденну і Лебяж'ю, а між ними 8 редутів. Враховуючи швидке настання холодів, вирішили зміцнення будувати дерев'яні.
Фортеця на Ішимі мала форму правильного шестикутника площею біля 2-х гектарів. По кутах його на рівній відстані розташовувалися бастіони, сполучені між собою крутинами. Загальна довжина фортечної огорожі становила понад 1,3 км. У бастіонах розміщувалися гармати, усередині фортеці — казарми, стайні, офіцерські будинки, гарнізонна церква, пороховий льох і інші приміщення. Важкі роботи виснажували солдатів і козаків, також погане харчування і ранні холоди. Люди хворіли, багато хто вмирав, почастішали втечі. Казахське населення ставилося до будівництва позитивно, прагнучи встановити дружні взаємини з росіянами.[джерело?]
На початку жовтня випав сніг і роботи були зупинені. У зміцненні залишилися окрім офіцерів 50 драгунів і 40 солдатів. У важких зимових умовах невеликий гарнізон забезпечував постійне спостереження за степом, стежив, чи не подаються сигнали лиха з довколишніх редутів. Сухарі і коржики та квас були основною їжею драгунів і солдатів. З Росією фортецю зв'язував ланцюжок поштових станцій. Навесні 1753 року будівництво поновилося.
Потреба у хлібі й фуражі сприяла заселенню селянами земель довкола фортеці. Солдати і драгуни теж мали право будувати власні будинки поза фортецею. Найзручнішим місцем для цього було Підгір'я. Поступово тут, тіснившись до річки, зростали вулиці. З метою безпеки передмістя було обнесено огорожею. В'їзд і виїзд з нього охоронявся спеціальними караулами. 1759 року у фортеці відкрилася перша школа для солдатських дітей.
Як і інші укріплені пункти Сибіру, фортеця св. Петра і Павла посилювалася у військовому відношенні: збільшувався гарнізон, дерев'яні стіни і бастіони замінювали земляними. Перебудовані казарми, споруджений «посольський будинок» для прийому представників Коканду. За вказівкою Сенату для робіт використовувалися колодники, засланці до Сибіру на каторгу (до 100—300). У 1772 р. при фортеці були вже два передмістя: нагірна частина і підгір'я. Зростав купецький прошарок, оскільки фортеця ставала великим політичним і економічним центром Приішим'я. Тут сходилися торгові шляхи з Росії і Середньої Азії.

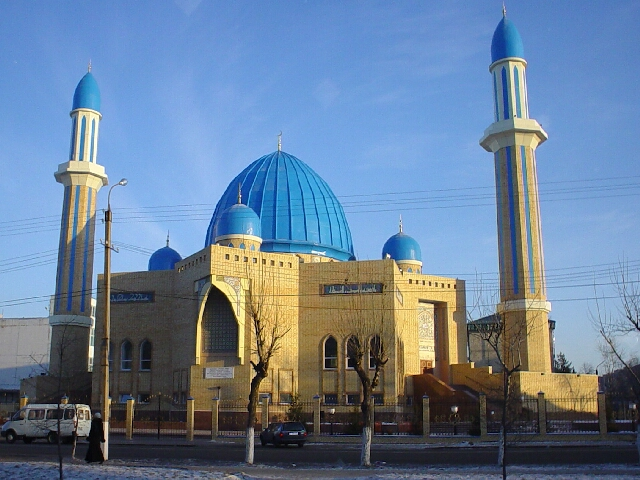
Мечеть у Петропавловську

Для зв'язку мешканців з лівобережжям Ішима 1781 року на місці поромної переправи було побудовано міст. 1784 року почалося будівництво мечеті. У XIX столітті, зберігаючи своє військово-стратегічне значення, місто перетворилося на центр торгово-економічних зв'язків і духовних контактів казахів та росіян. Під час війни з Наполеоном городяни і селяни двічі відправляли рекрутів і добровільно пожертвували на захист вітчизни близько 30 тис. крб. 1815 року побудовано Покровську церкву.
Герб повітового міста Петропавловська Тобольської губернії було затверджено 7 вересня 1842 роки (законом № 16351). У верхній половині щита герб Тобольський, у нижній «в срібному полі на горі верблюд, пов'ючений двома пакунками напереваги і ведений за мотузок азіатцем». 11 травня 1849 року спалахнула пожежа, що знищила 450 будинків. Після цього почалася нова забудова за планом, затвердженим царем. Автором плану був архітектор Черненко, який не врахував особливостей ґрунтів і рельєфу, тому Підгір'я не раз тонуло у весняні паводки.
Під час Другої світової війни, в листопаді 1941 року, з м. Александров Івановської області разом з персоналом та обладнанням до міста був евакуйований завод по виробництву радіоапаратури.
21 жовтня 1943 року було ліквідовано смт Петропавловськ при залізничній станції шляхом приєднання до міста, у місті було утворено 3 міські райони — Залізничний, Промисловий та Центральний. 7 липня 1948 року міські райони були ліквідовані. 25 грудня 1973 року у місті знову утворено міські райони — Кіровський та Куйбишевський. 9 липня 1988 року міські райони Петропавловська були ліквідовані.

## Господарство
У місті розвинені машинобудування і металообробка, основні заводи: машинобудівний, малолітражних двигунів, виконавчих механізмів, ізоляційних матеріалів. До найбільших підприємств міста належить м'ясокомбінат (другий у країні після Семипалатинського), є мелькомбінат, молочний, шкіряні заводи і інше виробництво швацьких виробів, взуття, будматеріалів.

## Відомі особистості
У місті народились:
- Ільницький Євген Юрійович (1989—2017) — реп-виконавець, поет, музикант
- Третчиков Володимир (1913—2006) — південноафриканський художник
- Рязанова Раїса Іванівна (*1944) — радянська і російська акторка театру і кіно.